# Ionhajtómű

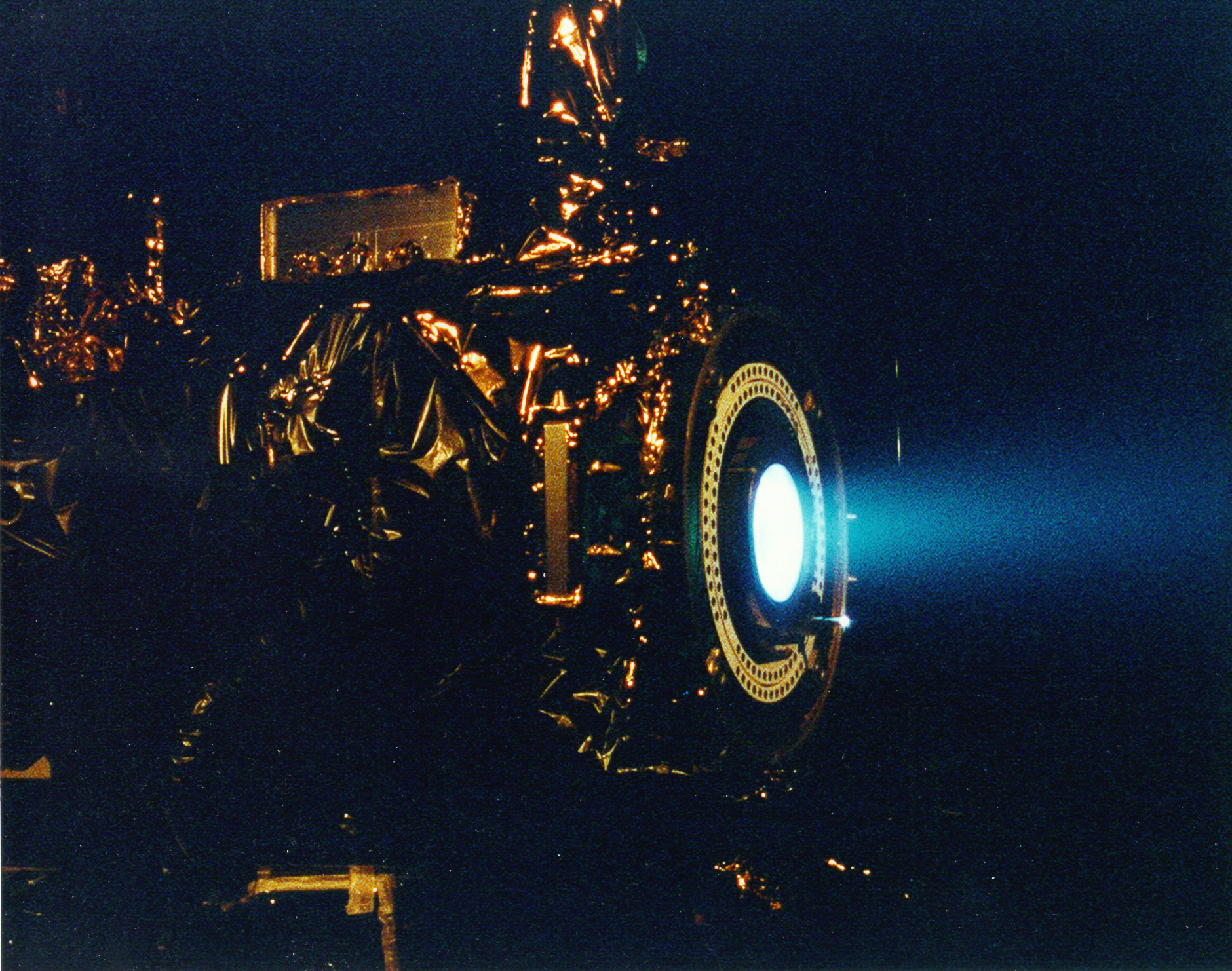
Tesztpadon működő ionhajtómű

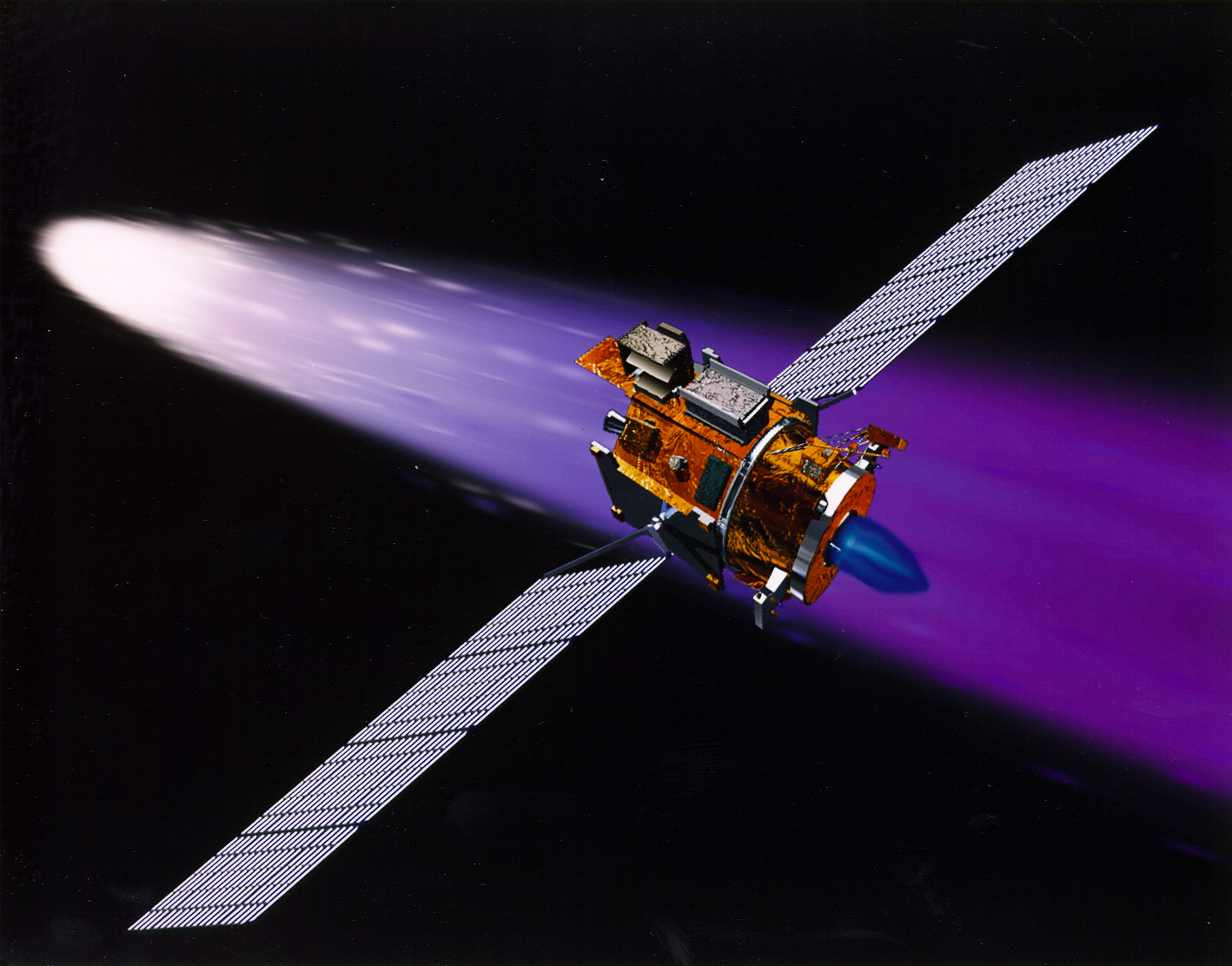
A Deep Space–1 űrszonda ionhajtómű használata közben (fantáziarajz)

Az ionhajtómű űreszközök, főleg űrszondák meghajtására szolgáló eszköz, a legegyszerűbb és leggyakoribb elektromos hajtómű.

## Előnyei és hátrányai
Ennél a hajtóműnél a gyorsító erő elég kismértékű, 0,09 newton, ami 600 kg tömeget földi körülmények között másfél nap alatt gyorsítana fel 70 km/h-ra. Tehát ez a kis erő szinte semmit sem tudna felemelni a földről, viszont a világűrben igen gazdaságosan, 60%-os hatásfokkal működik, mert (az elektromágneses töltéskülönbségből adódóan) az elektromos motor sokkal nagyobb sebességre gyorsítja a kiáramló részecskéket, mint a kémiai hajtóművek (pl. a rakétákéi). Ebből adódóan igen kevés hajtóanyag kell, így a hajtómű az út teljes hosszán működhet, és az űreszköz hosszú idő alatt, de hatalmas sebességet érhet el. Elsősorban űrszondák meghajtására alkalmas, mert a hosszú bolygóközi utazás alatt a szonda műszerei ki vannak kapcsolva, így a folyamatosan működő áramforrás (napelemek, atomreaktor) által megtermelt elektromos energia felhasználható az utazás alatt.

## Működése
Az ionhajtómű ionizációs kamrájában mágneses térben valamilyen gáz halmazállapotú nemesgázt (általában xenont) ionizálnak – például elektronokkal bombázzák, hogy azok elektronokat szakítsanak le az atomokról –, ami ezután elektrosztatikus térben (általában két, nagyfeszültségű elektromos áram alatt álló, jelentős feszültségkülönbségű rács között) felgyorsulva ionfelhő formájában kilép a kamrából. Az ionizációs kamrában keletkező elektrontöbbletet összegyűjtik, és egy izzó katóddal a szonda mögé sugározzák, így semlegesítve a töltött hajtóanyag-felhőt (ugyanis ha megmaradna a töltése, akkor a töltésmegosztás miatt vonzaná a meghajtott járművet).

## Története
1960-ban építette a NASA az első ionhajtóművet, a Lewis Research Center közreműködésével. 1964-ben a SERT–1 Szuborbitális pályán a higanygőz ion-motort sikeresen tesztelték. 1970-ben a SERT–2 fedélzetén két ionmotort teszteltek.
1974-ben az ATS–6 műhold pályakorrekcióinak végrehajtására építettek be ionhajtóművet. Földi körülmények között az 5 centiméteres ionmotorok 0,15 kW mellett mintegy 4,5 mN tolóerőt biztosítottak 2500 másodperc időtartamban.  Geostacionárius pályán az egyik hajtómű közel 1 órát, a másik 92 órát működött.
1998-ban útnak indították a Deep Space–1-et, hogy élesben is kipróbálhassák, meggyőződjenek róla, hogy alkalmas-e űrbéli használatra. Azóta több, elektromos motorral hajtott űrjármű készült és került bevetésre, például 2003-ban a Holdra indult SMART–1 vagy a 2003-ban az Itokawa kisbolygóhoz indult japán Hayabusa.

### Magyar oldalak
- Új-generációs ion-hajtómű a NASA-tól (2002. július 2.) Archiválva 2002. augusztus 20-i dátummal a Wayback Machine-ben
- Új ionhajtóművet tesztel a NASA (2003. november 25.)
- Európa okos űrszondája elérte a Holdat (2004. november 16.)

### Külföldi oldalak
- Electric Spacecraft Propulsion (ESA)
- Solar Electric Propulsion